# Bojongkembar
Bojongkembar is een bestuurslaag in het regentschap Sukabumi van de provincie West-Java, Indonesië. Bojongkembar telt 9757 inwoners (volkstelling 2010).